# Cantón de Courbevoie-Norte
El cantón de Courbevoie-Norte era una división administrativa francesa, que estaba situada en el departamento de Altos del Sena y la región de Isla de Francia.

## Composición
El cantón estaba formado por una fracción de la comuna que le daba su nombre:
- Courbevoie (fracción)

## Supresión del cantón de Courbevoie-Norte
En aplicación del Decreto nº 2014-256 de 26 de febrero de 2014, el cantón de Courbevoie-Norte fue suprimido el 22 de marzo de 2015 y la fracción de la comuna que le da su nombre, se unió con la otra para que, por medio de una reestructuración cantonal, fueran creados los nuevos cantones de Courbevoie-1 y Courbevoie-2.